# M16A2
M16A2 riflen er et amerikansk designet stormgevær. Den er afløseren for forgængeren M16A1, og blev indført i slutningen af 1980'erne. M16A2 blev bestilt af det amerikanske marinekorps, der også var det første amerikanske værn til at indføre den. M16A2 havde en række forbedringer i forhold til M16A1. Den havde ny rifling i løbet, et kraftigere løb, bedre sigtemidler, ny flammeskjuler, nyt frontgreb, og langt stærkere kolbe. En anden ændring var at muligheden for fuldautomatisk ild blev fjernet, så det nu kun var muligt at bruge treskudsbyger og semiautomatisk. Det skete for at undgå at soldater i ildkamp blot holdt aftrækkeren inde og tømte magasinet i retning af fjenden.
M16A2 er i dag ved at blive udskiftet med M16A4 og M4A1 i de amerikanske værn.